# Bršno
Bršno (cyr. Бршно) – wieś w Czarnogórze, w gminie Nikšić. W 2011 roku liczyła 158 mieszkańców.